# Arconciel
Arconciel (Arkonhyi  en patois fribourgeois) est une localité et une ancienne commune suisse du canton de Fribourg, située dans le district de la Sarine. Le 9 février 2020, elle a accepté de fusionner avec les communes voisines d'Épendes et Senèdes pour former au 1er janvier 2021 la commune de Bois-d'Amont.

## Géographie
Arconciel mesure 617 ha. 8,5 % de cette superficie correspond à des surfaces d'habitat ou d'infrastructure, 57,8 % à des surfaces agricoles, 30,8 % à des surfaces boisées et 2,9 % à des surfaces improductives.

## Histoire

Vue aérienne (1964)

À l'origine Illens, Arconciel, Farvagny et Sales faisaient partie du comté de Thyr. Conon, comte d'Oltingen, qui avait succédé à son père Bucco en 1082, en avait reçu l'investiture de l'empereur germanique Henri IV. Par héritage cette seigneurie revint à Guillaume II de Bourgogne, dit Guillaume l'Allemand, petit-fils de Conon d'Oltingen. Guillaume II de Bourgogne avait dans sa suite plusieurs seigneurs qui l'avaient suivi lors de sa prise de possession du comté de Bourgogne. Parmi ces chevaliers figurait un nommé Ulrich auteur de la famille de Glâne et héritera des Oltingen la seigneurie d'Arconciel. Ulrich eut, entre autres, deux fils, Pierre et Philippe, tous deux massacré avec Guillaume III de Bourgogne dans l'abbatiale de Payerne en 1127. Après le massacre de son père et de son oncle Guillaume de Glâne décidait d'entrer dans les ordres. Il faisait démolir le manoir en ruine de ses ancêtres et utilisait les matériaux pour la construction de l'abbaye d'Hauterive en 1138 où il finira sa vie. Ses biens avaient été partagés entre ses quatre sœurs, Emma, l'aînée, qui avait épousé Rodolphe Ier de Neuchâtel, apportait à son époux les seigneuries d'Arconciel, d'Illens et les terres de Vully, la seconde Ita se mariait en Tarentaise, la suivante, Juliane épousait Guillaume de Gruyère-Montsalvens, et la dernière, Agnès, devenait la femme de Rodolphe Ier de Gruyère. La seigneurie d'Arconciel devait rester dans la Maison de Neuchâtel :
Dans la branche ainée en premier lieu (Rodolphe Ier de Neuchâtel puis Ulrich II de Neuchâtel suivi par Rodolphe II de Neuchâtel tous titrés entre autres seigneur d'Arconciel) avant de passer dans la branche cadette en la personne d'Ulrich III de Neuchâtel et enfin dans celle d'Aarberg par le fils de ce dernier Ulrich IV de Neuchâtel-Aarberg et son petit-fils Guillaume de Neuchâtel-Aarberg.
Guillaume de Neuchâtel-Aarberg, vers 1292/96, vend la seigneurie d'Arconciel à Nicolas d'Englisberg, époux d'Agnès de Gruyère (fille de Pierre de Gruyère-Montsalvens et de Guillemette de Grandson et petite fille de Pierre II de Gruyère). Le fief d'Arconciel devait revenir dans la famille de Neuchâtel en la personne de Pierre de Neuchâtel-Aarberg qui épousera Luquette fille de Pierre IV de Gruyère. Celle-ci la vendra à Antoine de La Tour-Châtillon en 1377.
Les citoyens d'Arconciel, Ependes et Senèdes ont accepté la fusion de leurs communes. La nouvelle entité de 2 400 habitants prendra le nom de Bois-d'Armont. Les communes ont avalisé la fusion avec un taux de oui de 85,9 % pour Arconciel, de 76,3 % pour Ependes et de 90 % pour Senèdes. L'opération devrait être effective le 1er janvier 2021. La nouvelle commune affichera une superficie de 12,3 kilomètres carrés .

## Population

### Surnom
Les habitants de la localité sont surnommés les Matous ou les Chats.

### Démographie
Arconciel compte 1 038 habitants en 2023. Sa densité de population atteint 168 hab./km2.
Le graphique suivant résume l'évolution de la population d'Arconciel entre 1850 et 2008 :

## Église paroissiale

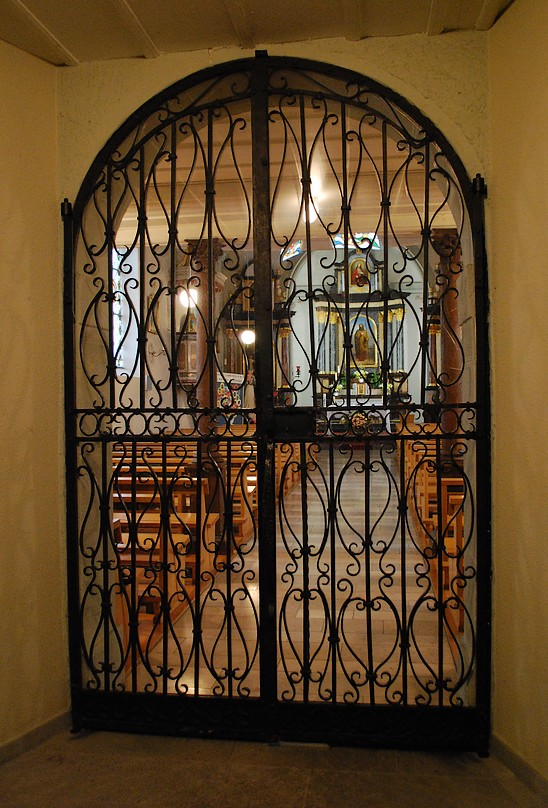
Porte de l'église en fer-forgé

L'aspect actuel de l'église d'Arconciel relève en grande partie des travaux menés durant le dernier quart du XIXe siècle et réalisés à partir des plans du curé-architecte Ambroise Villard ; elle contient notamment un orgue de 1883 provenant de la Manufacture Spaich de Rapperswil ainsi que deux vitraux signés de Röttinger (Zurich, 1874), dans le chœur. La porte d'accès à la nef est réalisée en fer forgé.

## Bourgeoisie
La bourgeoisie d'Arconciel a été acquise notamment par les familles Baumann, Bidawid, Biolley, Bulliard, Dousse, Gross, Kolly, Nasel, Paracchini, Python et Trinchan.